# اصغر قادر
اصغر قادر (انگلیسی: Asghar Qadir؛ زاده ۲۳ ژوئیهٔ ۱۹۴۶) یک دانشمند اهل پاکستان است.